# Musée dynamique de Dakar
Le musée dynamique de Dakar est un musée d’art situé à Dakar (Sénégal), inauguré en 1966 et fermé en 1988.

## Nom
Le nom de « musée dynamique » renvoie, selon les discussions entre ses concepteurs et architectes, à l’effervescence culturelle et au fonctionnement voulu pour le musée : dépourvu de collections permanentes, il est cependant configurable et adaptable pour toutes sortes d’expositions temporaires.

## Histoire

### Musée d’art (1966-1976)
Le musée dynamique de Dakar est voulu et inauguré par Léopold Sédar Senghor en 1966. L’homme d’État s’appuie sur les travaux de l’ethnologue et muséologue Jean Gabus. La construction est financée par l’UNESCO et fait appel aux architectes Michel Chesneau et Jean Vérola, tous deux basés à Dakar. Le bâtiment comporte trois niveaux soutenus par 40 colonnes monumentales : un espace d’expositions temporaires de 1 450 m2 au rez-de-chaussée et en mezzanine, des ateliers et locaux techniques au sous-sol, ainsi que des bureaux administratifs. La zone d’expositions reprend le modèle du Musée d'ethnographie de Neuchâtel, où travaille également Gabus.
La première édition du Festival mondial des arts nègres s’y déroule la même année. Le bâtiment est conçu dans le respect des standards de sécurité et de conservation nécessaire au prêt des œuvres exposées par des musées européens. Pendant les années suivantes se succèdent des expositions de peintres européens renommés, dont Pablo Picasso, qui avait rencontré Senghor en France et prête de nombreuses œuvres pour l’exposition à Dakar.

### Centre de danse (1976-1982)
En 1976, le même Senghor installe dans les locaux du musée une école de danse qui verra officier dans un premier temps Maurice Béjart (école Mudra-Afrique) puis Germaine Acogny. Ses activités s’arrêtent toutefois au bout de cinq ans, en raison de difficultés financières.

### Musée (1982-1988)
Abdou Diouf, qui succède à Senghor en 1981, rend au musée ses fonctions d’origine en 1982. Sa configuration change un peu, avec la transformation de la mezzanine en espace dédié à des collections permanentes.

### Après 1988
À partir de 1988, les activités muséales cessent lors que les bâtiments sont attribués à la Cour suprême du Sénégal, pour y loger un tribunal. Ce changement d’activité s’accompagne d’un réaménagement, avec l’aménagement d’une salle plénière sur la mezzanine et la construction de bureaux dans des espaces disponibles. Cette réallocation de l’espace est très mal perçue par la communauté artistique sénégalaise.
En 1996, Diouf annonce la réaffectation du musée à sa vocation culturelle, mais cette annonce n’est accompagnée d’aucune action concrète. En 2016, lors de l’ouverture d’une conférence tenue pour les 50 ans du premier Festival mondial des arts nègres, le président sénégalais Macky Sall annonce à son tour le retour du musée à la communauté artistique.

## Expositions
- 1966 :
  - Festival mondial des arts nègres
  - Tendances et confrontations
- 1970 : 
  - Vassily Kandinsky, Joan Miró
  - Dessins de Léonard de Vinci
- 1971 : Marc Chagall
- 1972 : Pablo Picasso
- 1973 : Friedensreich Hundertwasser
- 1974 : Pierre Soulages
- 1976 : Alfred Manessier
- 1977 : Iba N'Diaye
- 1984 : Rencontres
- 1984 à 1988 : salons annuels des artistes sénégalais
- 1987 : El Hadji Sy